# Destino (telenovela mexicana)
Destino é uma telenovela mexicana produzida por María del Carmen Marcos e exibida pela Azteca entre 8 de abril e 30 de agosto de 2013.
Foi protagonizada por Paola Nuñez e Mauricio Islas e antagonizada por Margarita Gralia, Ana La Salvia e Juan Vidal.

## Sinopse
Esta é a história de duas mulheres que se tornaram rivais por amor, sem imaginar que o vínculo de sangue que os une mudará irremediavelmente seu destino. Valeria é uma mulher de grande coração. Ela se dedicou a cuidar do Socorro, sua mãe doente. A Valeria tem vários empregos para pagar os remédios que sua mãe precisa e é assim que ela vem cuidar de Camila, uma menina vítima de um casamento em crise. Para sua desgraça, a noite em que Valeria vem cuidar de Camila, alguns ladrões entram para roubar a casa. Valeria expõe sua vida para a menina antes do espanto e admiração de Sebastian, o pai da menina. No entanto, Andrea  sua ex-esposa, sofre de ciúmes doentes e culpa Valeria pelo roubo. Sebastián a ajuda a sair da prisão, convencida não só de sua inocência, mas de um profundo sentimento que nasceu entre eles. No entanto, para Valeria, a prioridade é a mãe dela que, em seu leito de morte, faz uma confissão a Valeria: ela não é sua mãe, sua verdadeira mãe se chama "Dulce María Ríos". Valeria, devastada pela morte de sua mãe e sua revelação, compromete-se a procurar sua mãe real, enquanto isso, Sebastian é contratado pela Grecia Del Sol, uma mulher de negócios bem sucedida, que fica impressionada quando ela o encontra. A Grécia é atraída por Sebastian, embora não acredite no amor, ela é casada por conveniência. Sua aventura com Germán seu assistente, é conhecido por todos. Germán, diante da ameaça de Sebastian tirando o poder e o amor entre eles, decide planear sua morte. No entanto, as coisas dão errado e a esposa de Sebastian é a pessoa que morre. Sebastian se torna o principal suspeito na morte de Andrea. Os sogros o desprezam e decidem levar Camila, sua filha. Valeria dá testemunho legal e liberta Sebastian, que apaixonado e grato, jura limpar seu nome e recuperar sua filha. A Grécia ficou obcecada com Sebastian e percebe que o único obstáculo entre eles é Valeria. A Grécia procura destruí-lo para separá-lo de Sebastian. A rivalidade entre a Grécia e Valéria é violenta, mas antes de cada acusação e mentira da Grécia, Valeria vem com a força da verdade e do amor.

## Elenco
- Paola Núñez - Valeria González
- Mauricio Islas - Sebastián Montesinos
- Margarita Gralia - Grecia Del Sol de Vargas / Dulce María
- Javier Gómez - Rolando Vargas Montero
- Ana La Salvia - Andrea Urdaneta
- Juan Vidal - Germán Aguirre De Alba
- María José Magán - Elena Vargas Del Sol
- Lucía Leyba - Cristina Vargas Del Sol
- Álvaro Guerrero - Venustiano Cabrales
- María Fernanda Quiroz - Jennifer Fernández "La Jennifer"
- Jorge Luis Vázquez - Héctor Nava
- Paulette Hernández - Pamela Urdaneta
- Ana Karina Guévara - Soledad Domínguez
- Eugenio Montessoro - Víctor Urdaneta
- Homero Wimmer - Padre Juan José "Juanjo" Reyes Castillo
- Erick Chapa - Iñaki Herrera
- Socorro Miranda - Ángela González
- Hugo Catalán - Juan Beltrán "El Morro"
- Mauricio Bonet - Comandante Antonio Cantú
- Tara Parra - Sofía
- Adrian Rubio - Enrique Valencia
- Araceli Aguilar - Elizabeth de Urdaneta
- Pilar Fernández - Jazmín
- Alessandra Pozzo - Nuría
- Carilo Navarro - Rosa
- Luisa Garza - Socorro González
- Matías Aranda - Diego
- Arancha - Patricia Cabazos
- María José Arce - Camila Montesinos Urdaneta
- Tamara Fascovich - Lupita
- Verónica Contreras - Mónica
- Emmanuel Morales - "El Pelón"
- Luis Morales - Don Anselmo "Chemo"
- Juan Luis Orendan - Manuel Valserado